# Nadeschda (Schiff, 1898)
Die Nadeschda (bulg.: Надежда, dt.: „Hoffnung“) war ein 1898 gebauter Torpedokreuzer der bulgarischen Marine, der dort als Kreuzer klassifiziert wurde. Das Flaggschiff diente auch als Staatsyacht sowie Schulschiff und wurde 1918 in Sewastopol verlassen.

## Vorgeschichte
Nach der Unabhängigkeit Bulgariens von 1878 und dem ersten Zugang zum Schwarzen Meer 1885 begannen 1896 die Überlegungen für eine eigene Marine. Mit französischer Unterstützung erfolgte der Aufbau, in Frankreich wurde mit einem Torpedokreuzer ebenfalls eine größere Einheit in Auftrag gegeben.

## Bau und technische Daten
Den Auftrag für das Schiff vergab die bulgarische Marine 1897 an die französische Werft Chantiers et Ateliers de la Gironde in Bordeaux, die den Neubau noch im gleichen Jahr auf Kiel legte und der sich in verkleinerter Form an der 1895 gebauten Casabianca der D’Iberville-Klasse orientierte. Der Stapellauf fand am 10. September 1898 statt, bei dem das Schiff den Namen Nadeschda erhielt. Im Oktober 1898 erfolgte die Fertigstellung und Übergabe an die bulgarische Marine.
Ihre Länge betrug 67,00 Meter, sie war 8,30 Meter breit und hatte einen Tiefgang von 3,10 Metern. Die Konstruktionsverdrängung betrug 715 Tonnen. Der Antrieb bestand aus zwei Dreifach-Expansionsmaschinen mit vier Lagrafel d’Allest-Kesseln, die 2600 PS erzielten und auf zwei Schrauben wirkten. Damit erreichte sie eine Höchstgeschwindigkeit von 18,00 Knoten. Als Bewaffnung trug sie zwei einzelne 100-mm-Geschütze Modèle 1891, zwei einzelne 65-mm-Geschütze Modéle 1891 und zwei einzelne 47-mm-Hotchkiss-Geschütze sowie zwei 38,1 cm-Torpedorohre. Die Besatzungsstärke betrug 97 Offiziere und Mannschaften.

## Geschichte
Die Nadeschda blieb bis nach dem Zweiten Weltkrieg das größte Schiff in der bulgarischen Marine. Diese nutzte sie insbesondere für die Ausbildung der Seeleute. Zugleich diente das Schiff als königliche Yacht für den Zaren von Bulgarien, Ferdinand I. Dafür erhielt sie ein eigenes Deckshaus auf dem Achterdeck.
Während des Ersten Balkankrieges sollte die Flotte die Küste sichern und Unterstützung für Landoperationen leisten, die Nadeschda blieb aufgrund ihres Zustandes im Hafen, ihre Artillerie wurde an Land gebracht. Jedoch war auf ihr ein Funksender installiert worden, der während der Belagerung von Adrianopel den türkischen Funkverkehr störte. Während des Zweiten Balkankrieges wurde das Schiff in Sewastopol interniert.
Im Ersten Weltkrieg wurde das Schiff erneut entwaffnet. Nach der Besetzung Sewastopols durch die deutsche Armee verließ die Nadeschda im September 1918 Bulgarien, um in Sewastopol repariert zu werden. Nach dem Waffenstillstand von Thessaloniki vom 29. September 1918 wurde ein Großteil der Besatzung repatriiert, im Dezember 1918 folgte der Rest der Rumpfbesatzung. Das Schiff verblieb in Sewastopol. Gesicherte Informationen liegen ab diesem Zeitpunkt nicht mehr vor, der Verbleib des Schiffes ist unklar.